# Чаченг
Чаченг (тиб. ཆ་ཕྲེང།, Вайли: cha phreng, тиб. пиньинь: Chathreng) или Сянчэн (кит. упр. 乡城, пиньинь Xiàngchéng) — уезд Гардзе-Тибетского автономного округа провинции Сычуань (КНР). Правление уезда размещается в посёлке Шамбала.

## История
Уезд был образован в 1908 году под названием Динсян (定乡县).
В 1939 году была создана провинция Сикан и уезд вошёл в её состав.
В апреле 1950 года в составе провинции Сикан был образован Специальный район Кандин (康定专区), и уезд вошёл в его состав; в декабре 1950 года Специальный район Кандин был переименован в Тибетский автономный район провинции Сикан (西康省藏族自治区). В 1951 году уезд получил современное название. В 1955 году провинция Сикан была расформирована, и район был передан в состав провинции Сычуань; так как в провинции Сычуань уже имелся Тибетский автономный район, то бывший Тибетский автономный район провинции Сикан сменил название на Гардзе-Тибетский автономный округ.

## Административное деление
Уезд делится на 1 посёлок и 11 волостей.